# Kumpunen (sjö i Pielavesi, Norra Savolax)
Kumpunen är en sjö i kommunen Pielavesi i landskapet Norra Savolax i Finland. Sjön ligger 103,5 meter över havet. Den är 8 meter djup. Arean är 1,01 kvadratkilometer och strandlinjen är 6,29 kilometer lång. Sjön  ingår i Kymmene älvs huvudavrinningsområde.   Den ligger omkring 50 kilometer väster om Kuopio och omkring 340 kilometer norr om Helsingfors. 